# Royaume de Krinjabo
Le Royaume de Krinjabo est une organisation sociale traditionnelle installée sur l'actuel territoire de Côte d'Ivoire vers la fin du XVIIe et au début du XVIIIe siècle autour de la ville d'Assinie, au sud-est du pays et frontalier de l'actuel Ghana.